# تشارلز وايفل طومسون
تشارلز وايفل طومسون (بالإنجليزية: Charles Wyville Thomson)‏، (5 مارس 1830 - 10 مارس 1882) كان مؤرخ اسكتلندي للطبيعة وعالم في الأحياء البحرية. شغل منصب كبير العلماء في بعثة تشالنجر.
تلقى تعليمه تحت إشراف تشارلز تشالمرز في مدرسة ميرشستون كاسل، ثم في 1845 درس في جامعة إدنبرة (خريج ماجستير). ومع ذلك، تحول تركيزه من الطب نحو العلوم الطبيعية، وانضم إلى الجمعية النباتية لإدنبره في عام 1847، وبعد فترة وجيزة أصبح سكرتيراً للجمعية الفيزيائية الملكية في أدنبره.
في عام 1850 عُيّن محاضراً لعلم النبات، وفي 1851 عين أستاذ علم النبات ، في جامعة أبردين. في عام 1853 أصبح أستاذاً للتاريخ الطبيعي في كلية كوينز، كورك، أيرلندا، خلفا للأستاذ هينكس. بعد ذلك بعام تم ترشيحه إلى كرسي علم المعادن والجيولوجيا في جامعة كوينز في بلفاست، وفي عام 1860 تم نقله إلى كرسي التاريخ الطبيعي في نفس المؤسسة. في عام 1868 تولى مهام أستاذ علم النبات في الكلية الملكية للعلوم ، دبلن ، وأخيرا في عام 1870 حصل على كرسي التاريخ الطبيعي في جامعة إدنبره.

## روابط خارجية
- تشارلز وايفل طومسون على موقع الموسوعة البريطانية (الإنجليزية)